# Xenochodaeus simplex
Xenochodaeus simplex es una especie de coleóptero de la familia Ochodaeidae.

## Distribución geográfica
Habita en Estados Unidos.